# Žďárná
Žďárná är en ort i Tjeckien.   Den ligger i regionen Södra Mähren, i den östra delen av landet, 180 km öster om huvudstaden Prag. Žďárná ligger 648 meter över havet och antalet invånare är 722.
Terrängen runt Žďárná är platt åt sydost, men åt nordväst är den kuperad. Runt Žďárná är det ganska glesbefolkat, med 31 invånare per kvadratkilometer. Närmaste större samhälle är Boskovice, 7,4 km väster om Žďárná. I omgivningarna runt Žďárná växer i huvudsak blandskog.